# Грасия, Рубен
Рубе́н Граси́я Кальма́че (исп. Rubén Gracia Calmache; 3 августа 1981, Сарагоса, Испания), более известный как Кани (исп. Cani) — испанский футболист, полузащитник.

## Карьера
Начинал карьеру в резервной команде родной «Сарагосы», за исключением одного сезона, который Кани провёл в «Утебо».
В основной команде клуба дебютировал в сезоне 2001/02, в последнем матче сезона против «Барселоны». Следующий сезон «Сарагоса» провела в Сегунде. В это время Кани зарекомендовал себя как основной игрок клуба, который смог вернуться в Примеру.
В следующем сезоне «Сарагоса» выиграла кубок Испании, обыграв в финале «Реал Мадрид» со счетом 3:2. Кани вышел на поле в стартовом составе и был удалён в дополнительное время.
В сезоне 2005/06 игрок стал одним из лучших распасовщиков чемпионата. Летом 2006 года Кани перешёл в «Вильярреал», действующего полуфиналиста Лиги чемпионов. Стоимость трансфера составила 11 миллионов евро.
В сезоне 2007/08 «Вильярреал» занял второе место в чемпионате Испании, Кани появлялся на поле 32 раза и не забивал, в основном выходя на замену. В сезоне 2008/09 картина примерно повторилась, но Кани в 22 матчах отличился 6 раз.
После ухода Мануэля Пеллегрини с поста главного тренера клуба игрок начал регулярно выходить в стартовом составе.
9 января 2011 в матче против мадридского «Реала» Кани был удалён с поля после того, как он кинул бутылкой в тренера соперников Жозе Моуриньо. Однако футболист не был дисквалифицирован.
7 января 2015 года был отдан в аренду в «Атлетико Мадрид», где сыграл 13 матчей.
23 июля расторгнул контракт с «Вильярреалом» и перешёл в «Депортиво Ла-Корунья» на правах свободного агента.

## Достижения
«Реал Сарагоса»
- Обладатель Кубка Испании: 2004
- Обладатель Суперкубка Испании: 2004